# Cut Snake
Cut Snake és una pel·lícula de thriller australiana del 2014 escrita per Blake Ayshford i dirigida per Tony Ayres. El títol prové de l'expressió australiana "mad as a cut snake" que descriu la bogeria o la ira tan extrema que no us voleu apropar. La pel·lícula es va projectar a la secció Contemporary World Cinema del Festival Internacional de Cinema de Toronto de 2014.

## Argument
Paula (Jessica De Gouw ) coneix Merv (Alex Russell), el seu nòvio somiat del no-res. Encara que no sap res dels antecedents de Merv, Paula s'apropa al matrimoni amb el misteriós Merv. James (Sullivan Stapleton ), també conegut com Pommie, ha eixit recentemt de la presó de Sydney i està desitjant reprendre on ho va deixar amb Merv. Poc després, Paula descobreix que el seu promès, Merv a qui Pommie anomena Sparra, va passar quatre anys a la presó acusat d'homicidi involuntari. Poc sabia Paula que la relació entre aquests dos exconvictes és més que companyerisme en presó. La tensió sexual entre Merv i James penja a l'aire com núvols de tempesta. La presència de James exposa la "història criminal" de Merv, posa en perill el seu futur amb Paula i provoca molts conflictes a les emocions de Merv.
A la meitat de Cut Snake hi ha un gir, que no només augmenta la tensió a les línies argumentals, sinó que remodela tota la perspectiva de la pel·lícula. Aquest gir podria haver estat millor col·locat com a detonant del segon acte, per a alguns arribarà massa tard, tot i que la sorpresa juga un paper important en fer de Cut Snake una bèstia estranya i interessant.

## Repartiment
- Sullivan Stapleton com a James
- Alex Russell com a Merv
- Jessica De Gouw com a Paula

Cut Snake va rebre crítiques positives de la crítica i del públic, i va obtenir una puntuació d'aprovació del 69% basada en 16 ressenyes a Rotten Tomatoes.

### Guardons
| Premi                           | Categoría                                | Subjecte           | Resultat  |
| ------------------------------- | ---------------------------------------- | ------------------ | --------- |
| Premis AWGIE                    | Millor guió original en un llargmetratge | Blake Ayshford     | Nominat   |
| Premis AACTA (5a edició)        | Millor guió original                     | Blake Ayshford     | Nominat   |
| Premis AACTA (5a edició)        | Millor Actor                             | Sullivan Stapleton | Nominat   |
| Premis AACTA (5a edició)        | Millor edició                            | Andy Canny         | Nominat   |
| Premis AACTA (5a edició)        | Millor disseny de producció              | Josephine Ford     | Nominat   |
| Premis AACTA (5a edició)        | Millor disseny de vestuari               | Cappi Ireland      | Nominat   |
| Premis AFCA                     | Millor actor                             | Sullivan Stapleton | Nominat   |
| Festival de Cinema de Byron Bay | Millor caracterització dramàtica         | Tony Ayres         | Guanyador |
| Premis FCCA                     | Millor actor                             | Sullivan Stapleton | Nominat   |
| Premis FCCA                     | Millor disseny de producció              | Josephine Ford     | Nominat   |
| Premis FCCA                     | Millor cinematografia                    | Simon Chapman      | Nominat   |
| Premis FCCA                     | Millor guió                              | Blake Ayshford     | Nominat   |
| Premis FCCA                     | Millor editor                            | Andy Canny         | Nominat   |